# نيكول ويليس
نيكول ويليس (بالإنجليزية: Nicole Willis)‏ هي مغنية مؤلفة وفنانة أمريكية، ولدت في 26 ديسمبر 1963 في نيويورك في الولايات المتحدة.

## وصلات خارجية
- نيكول ويليس على موقع ميوزك برينز (الإنجليزية)
- نيكول ويليس على موقع أول ميوزيك (الإنجليزية)
- نيكول ويليس على موقع ديسكوغز (الإنجليزية)